# José Offerman
José Antonio Offerman Mercedes (San Pedro de Macorís, 8 de noviembre de 1968) es un ex infielder dominicano que jugó en las Grandes Ligas de Béisbol. Jugó durante 15 temporadas en las Grandes Ligas. Actualmente es mánager de los Algodoneros de Union Laguna de la LMB.
Después de asistir al Colegio Bíblico Cristiano en San Pedro de Macorís, Offerman firmó  con los Dodgers de Los Ángeles como amateur en 1986. En 1988, completó su primera temporada como jugador profesional siendo nombrado como el mejor prospecto de la Pioneer Baseball League.  progresando rápidamente a través de las ligas menores, hizo su debut en Grandes Ligas contra  los Expos de Montreal el 19 de agosto de 1990 convirtiéndose en el jugador 55 en la historia de las Grandes Ligas en batear un jonrón en su primer turno al bate.

## Carrera

### Grandes Ligas
En 1992, Offerman se convirtió en el campocorto titular de los Dodgers. Hizo su primera aparición en el Juego de Estrellas de 1995, pero fue cambiado a los Reales de Kansas City después de la temporada, debido más que nada a su pobre defensa. Después de un año como utility player, se ganó el puesto titular de segunda base en 1997. Offerman tuvo sus mejores temporadas ofensivas en Kansas City, culminando en 1998, cuando bateó.315, liderando la liga con 13 triples y el 5.º con más bases robadas (45). Después de esa temporada, firmó con los Medias Rojas de Boston como agente libre, figurando en el Juego de las Estrellas por segunda vez en 1999.
Conocido más por sus habilidades para batear que por su fildeo, la ofensiva de Offerman comenzó a declinar en el 2000. Fue enviado a los Marineros de Seattle durante la temporada de 2002, pero fue liberado posteriormente. En 2003, se unió a los Expos de Montreal en el spring training, pero fue dado de baja antes que comenzara la temporada regular. Pasó todo el año con los Bridgeport Bluefish de la Atlantic League. En 2004, ganó un lugar en el roster de los Mellizos de Minnesota y lideró la liga en hits como emergente con 12 en 29 intentos. Comenzó 2005 con los Filis de Filadelfia, pero fue liberado debido a un comienzo lento. Más tarde, firmó con los Mets de Nueva York y fue llamado de vuelta a las Grandes Ligas en junio.

### Después de Grandes Ligas
Después de su retiro de las mayores, Offerman jugó en la Serie del Caribe 2008 para los Tigres del Licey en la República Dominicana donde ayudó al equipo a ganar su décimo título de Serie del Caribe. Durante la serie firmó un contrato con las Águilas de Veracruz de la Liga Mexicana.

### Carrera como Dirigente
En diciembre de 2008, Offerman fue nombrado mánager de los Tigres de Licey en la Liga Invernal Dominicana. Con Offerman como mánager, Licey barrió ganando el campeonato de la Liga Dominicana, al ganar cinco partidos consecutivos contra los Gigantes del Cibao. Como campeones, Licey fue invitado a participar en la Serie del Caribe 2009 con Offerman como mánager (la serie fue ganada finalmente por los Tigres de Aragua de la Liga Venezolana).
En la temporada 2014-2015, Offerman fue elegido nuevamente para dirigir a los Tigres del Licey.
El 11 de noviembre del 2021 la gerencia de los Tigres del Licey anunció la sustitución de dirigente Tony Diaz por Offerman, debido a que Diaz se encontraba en lista restringida debido a condiciones de salud.

## Incidente con el bate
Sin haber jugado o dirigido en el béisbol profesional de los Estados Unidos desde 2007, Offerman fue expulsado de un juego de los Albuquerque Dukes contra los Bridgeport Bluefish por atacar al lanzador Matt Beech con un bate después de que fuera golpeado por un lanzamiento el 14 de agosto de 2007. A Beech se le fracturó un dedo como resultado del cuerpo a cuerpo con Offerman. El receptor de los Bluefish John Nathans también fue golpeado en la parte posterior de la cabeza durante la pelea, recibiendo una severa conmoción cerebral que puso fin a su carrera como jugador. Beech y Nathans  fueron trasladados al Bridgeport Hospital, donde fueron atendidos. Después de ser expulsado del juego, Offerman fue arrestado por la policía de Bridgeport.
El 15 de agosto de 2007, fue suspendido indefinidamente. La (independent Atlantic League) Liga Independiente del Atlántico anunció el 17 de agosto de 2007 que Offerman permanecería suspendido por lo menos hasta que el caso legal se resolviera.
El 24 de septiembre de 2007, Offerman se declaró culpable de dos cargos de asalto en segundo grado.
El 30 de octubre de 2007, a Offerman le dieron dos años de libertad condicional especial denominada "Accelerated Rehabilitation (Rehabilitación Acelerada)". El tribunal determinó que sus acciones el 14 de agosto de 2007 fueron de carácter aberrante. Además, la corte encontró que Offerman no es susceptible de ofender nuevamente en el futuro.
Nathans presentó una demanda civil por $4,800,000 contra Offerman en febrero de 2009,  alegando que aún sufre de síndrome post-concusión y que el daño supuestamente causado por Offerman terminó con su carrera en el béisbol.

## Incidente en la Liga Dominicana
El 16 de enero de 2010, Offerman estuvo involucrado una vez más en un ataque en el campo de juego cuando golpeó a un umpire, mientras dirigía en un juego en la Liga Dominicana. Offerman, mánager de los Tigres del Licey, salió al terreno durante la tercera entrada, mientras perdía el juego 6-0 contra los Gigantes del Cibao, en protesta por la expulsión de su receptor por discutir defendiendo un strike y terminó discutiendo con el umpire de primera base  Daniel Rayburn. Offerman agarró por el cuello a Rayburn, quien cayó al suelo. Offerman fue detenido por la seguridad del estadio, y posteriormente transportado a la estación de policía local para esperar el final del juego y la decisión de Rayburn de poner cargos en su contra o no.
Un día después del incidente, la tripulación estadounidense que arbitró el partido renunció a su cargo en la Liga Dominicana de Béisbol y abandonó el país, al parecer debido a las amenazas y las preocupaciones acerca de su propia seguridad. Debido a este incidente, Offerman fue suspendido de por vida de la Liga Dominicana. Coincidentemente, en el momento en que fue suspendido, Offerman estaba reemplazando a Dave Jauss como mánager del Licey después de que Jauss estuviera suspendido por dos años por golpear a un umpire durante un partido de playoffs. La Liga de Béisbol Profesional de la República Dominicana (LIDOM) levantó la suspensión que pesaba contra el exdirigente y jugador de los Tigres del Licey, José Offerman, mediante una resolución en la que este último podrá continuar su carrera en la pelota local. En esa misma campaña, llevó a los Tigres del Licey al campeonato en la temporada 2013-2014.

## Vida personal
Es padre de la exanunciadora de WWE y exestrella de telerrealidad, JoJo Offerman.